# État monastique des chevaliers Teutoniques
1226–1525
Entités précédentes :
- Tribus prussiennes baltes (borusses) ou germaniques

Entités suivantes :
- Royaume de Pologne : 
 Duché de Prusse
 Prusse royale

L'État monastique des chevaliers Teutoniques ou État teutonique fut créé par les chevaliers de l'ordre Teutonique en 1226 sur le littoral de la Baltique, depuis la Vistule jusqu'au golfe de Finlande. Fondé en 1128 à Saint-Jean-d'Acre par des marchands de Brême et Lübeck, cet ordre avait initialement pour mission de secourir les pèlerins en Terre sainte et ses premiers membres étaient des moines d'origine germanique portant le titre des frères de Sainte-Marie. Avec le temps, les frères devinrent un ordre militaire qui fut officiellement reconnu comme tel par le pape Innocent III en 1198.
Après les croisades, les chevaliers à la croix noire s'installèrent en Allemagne, en Hongrie et en Transylvanie. En 1226, afin de protéger ses terres des incursions des tribus prussiennes (restées païennes), le duc polonais Conrad Ier de Mazovie invita ces chevaliers à s'installer aux frontières de la Pologne. Pour prix de leur soutien, il leur offrit le pays de Chełmno en 1230, alors que le pape et l'Empereur germanique leur garantissaient la souveraineté sur les territoires païens qu'ils soumettraient.
L'État teutonique fut au faîte de son pouvoir vers 1400. Cependant les excès et le despotisme des moines-chevaliers les rendirent impopulaires et leurs relations avec la Pologne et la Lituanie se dégradèrent jusqu'à l'affrontement et la défaite militaire de l'État lors de la bataille de Grunwald en 1410. En 1525 à Cracovie, le grand maître de l'ordre Teutonique Albert de Brandebourg, de la Maison de Hohenzollern, rendit hommage et reconnut son rapport de vassalité auprès du roi de Pologne Sigismond Ier de Pologne. Ainsi, l'ancien État teutonique se transforma en duché de Prusse, vassal du royaume de Pologne.
Avec la disparition de l'État polonais (3 janvier 1795) résultant des partages successifs de son territoire entre les puissances voisines (Prusse, Autriche, Russie), la province, nommée désormais Prusse-Orientale, devint partie de l'État prussien.

## Histoire

### Création de l’État

Bannière de l'État monastique des chevaliers Teutoniques.

Au XIIIe siècle, la Prusse est une terre habitée par des populations de langue balte et de religion païenne et elle fait l’objet de plusieurs tentatives d’évangélisation, soutenues puis encadrées par la papauté.
Ne parvenant pas à les vaincre et protéger ses frontières contre les incursions prussiennes, en 1226, le duc Conrad Ier de Mazovie invita les chevaliers de l’ordre Teutonique à s’installer dans son duché à la frontière avec les Prussiens. En 1230, par le traité de Kruschwitz, le duc de Mazovie accorda à l'ordre Teutonique le pays de Chełmno et reconnut l'indépendance de l'État monastique des chevaliers Teutoniques et sa souveraineté sur tous les territoires conquis en Prusse au-delà des frontières polonaises.
Au milieu du XIIIe siècle, les Prussiens tentèrent une ultime révolte qui ne fit que précipiter leur déclin. Les Prussiens du sud-ouest furent vaincus et conquis en une dizaine d'années ; ceux du sud-est et du nord-est furent conquis dans la seconde moitié du XIIIe siècle.
De son côté, l'empereur Frédéric II de Hohenstaufen, plus intéressé par l'action politique que religieuse de l'ordre composé surtout de chevaliers allemands, octroya au grand maître de l'Ordre tous les privilèges d'un prince d’Empire, dont le droit de souveraineté sur les territoires nouvellement conquis. Par cette bulle signée à Catane, en 1224, la Prusse, la Livonie et plusieurs provinces voisines furent déclarées Reichsfreie. Ce décret soumit les provinces susmentionnées directement à l'autorité de l'empereur du Saint-Empire et à l'Église. En outre, par la bulle d'or impériale de Rimini de mars 1226 et la bulle papale de Rieti de 1234, la Prusse devint possession officielle de l'ordre Teutonique. La bulle d'or de Rieti autorisait également les membres de l'ordre de Dobrzyń à rejoindre l'ordre Teutonique. Ce dernier fusionna en 1237, avec les chevaliers Porte-Glaive (ou ordre de Livonie), ce qui lui permit de s'étendre au nord et de se renforcer.

### Montée en puissance
Malgré leur défaite à la bataille du lac Peïpous (1242), face à la principauté de Novgorod, les chevaliers Teutoniques étendent rapidement leur domination, régnant sur la Prusse, la Courlande (en Lettonie actuelle) et la Livonie, sans compter un grand nombre d’établissements de toutes sortes essentiellement localisés en Allemagne (Empire romain germanique). En l'an 1300, tous les peuples baltes, sauf les Lituaniens, sont sous l'autorité de l'ordre Teutonique. La Prusse devient une terre de colonisation allemande : des terres agricoles sont données généreusement aux colons venus des régions de langue allemande.
En 1345, Valdemar III, roi du Danemark, vendit à l'État monastique la province d'Estland et les villes de Narva et Wesenberg.
En 1398, l'État teutonique affronte le grand-duché de Lituanie sur lequel il conquiert la Samogitie. Ceci lui permet de joindre ses territoires du nord et du sud et de dominer toute la façade orientale de la mer Baltique.
À la fin du XIVe siècle, l'ordre Teutonique atteint l'apogée de sa puissance.
À l'apogée de la puissance de l'Ordre, le grand maître, qui résidait alors à Mariendal, avait sous ses ordres un grand-commandeur ou grand-maréchal qui résidait à Königsberg (actuellement Kaliningrad) et un grand-hospitalier résidant à Elbing (Elbląg). Le drapier et trésorier vivaient à la cour du grand maître. Plusieurs autres commandeurs vivaient à Thorn (Toruń), Culm (Chełmno), Königsberg, etc. Selon certaines sources, l'ordre aurait compté jusqu'à 28 commanderies, 46 châteaux, 81 hospitaliers, 35 maîtres de couvents, 40 maîtres d’hôtel, 37 pourvoyeurs, 95 maîtres de moulin, 700 frères chevaliers, 162 frères de chœur ou prêtres et 6 200 serviteurs. La capitale du nouvel État est fixée à Marienbourg (Malbork) à compter de 1309.

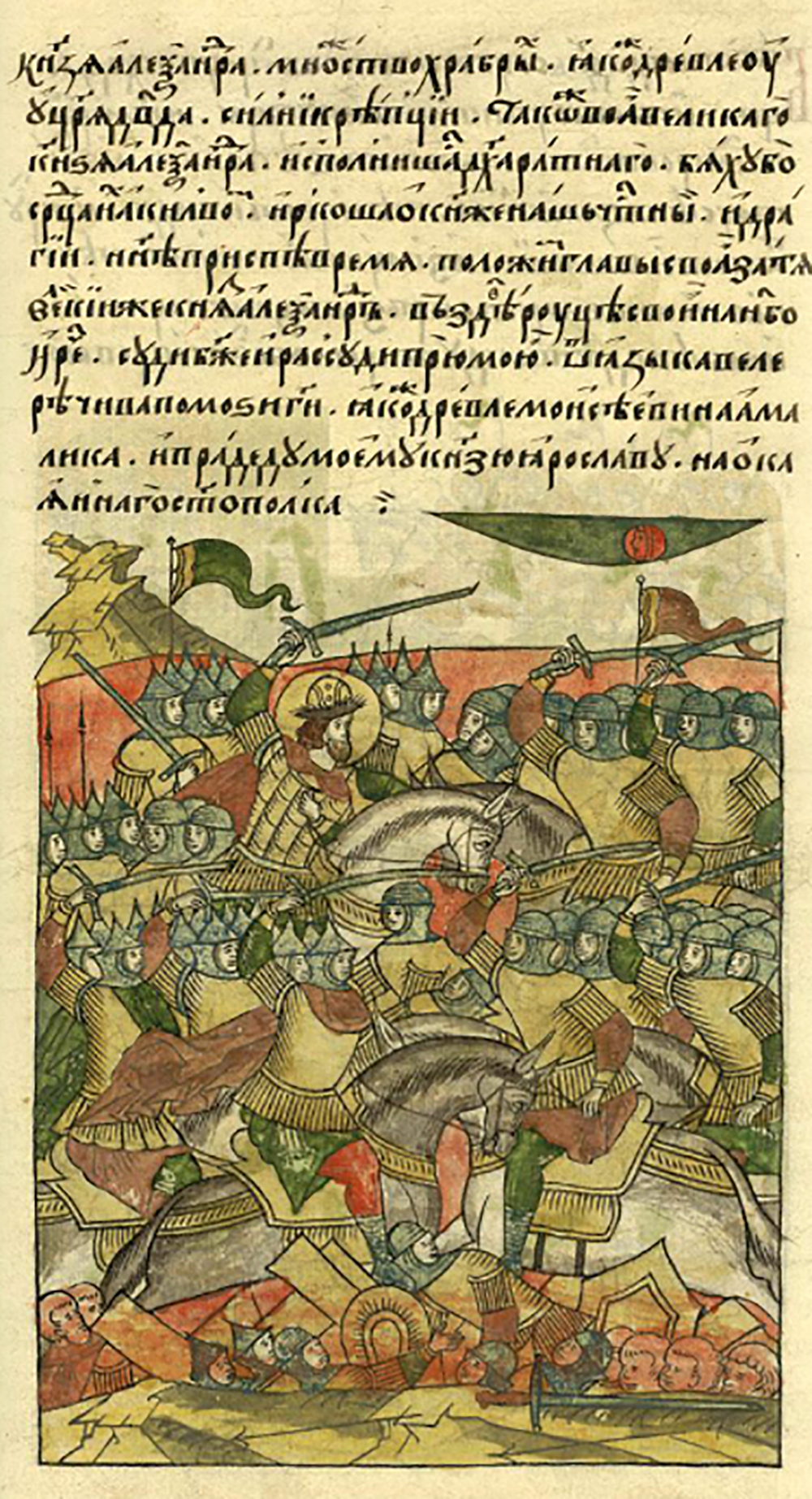
Bataille du lac Peïpous (1242)
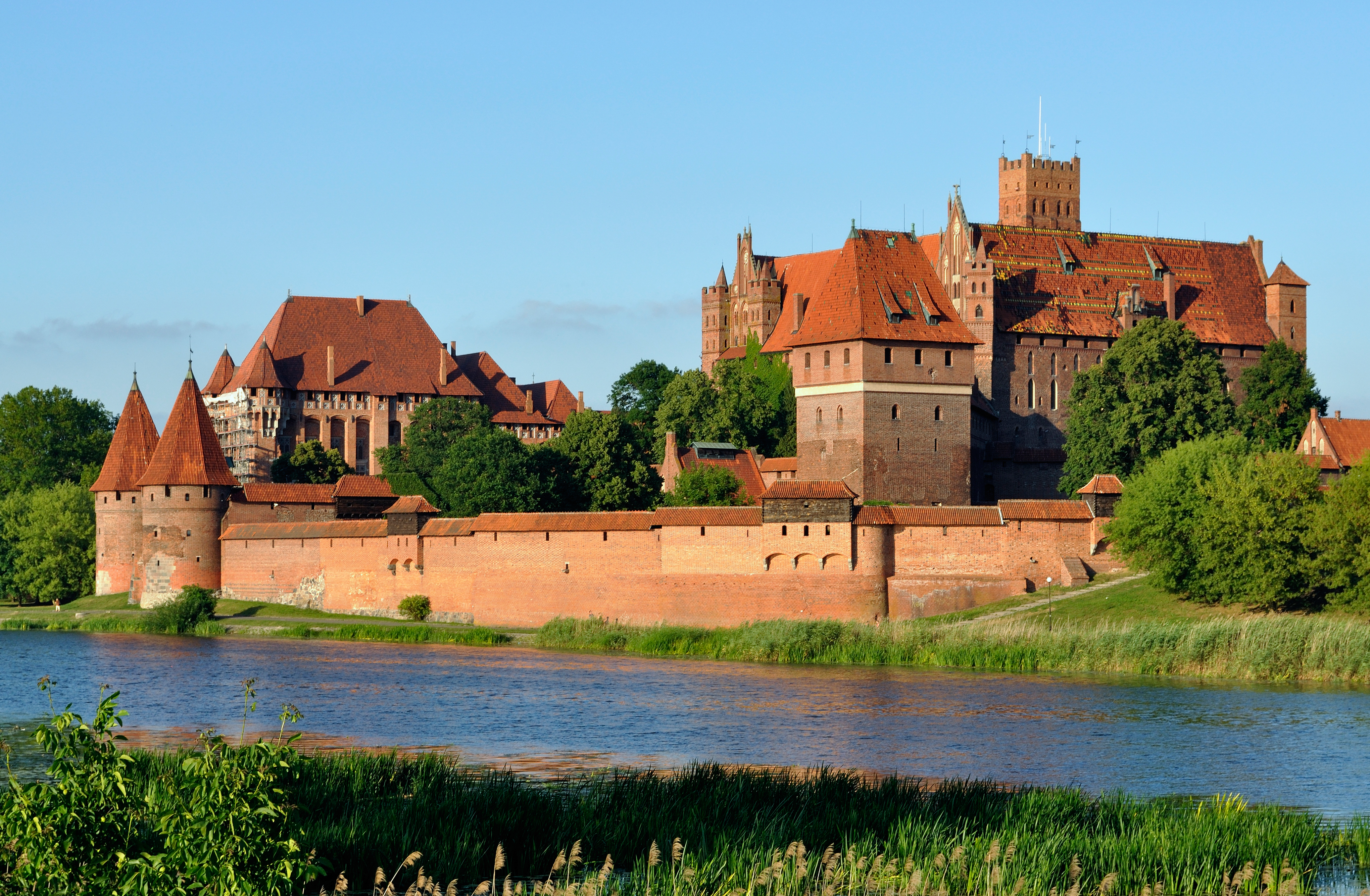
Forteresse teutonique de Marienbourg (Malbork)
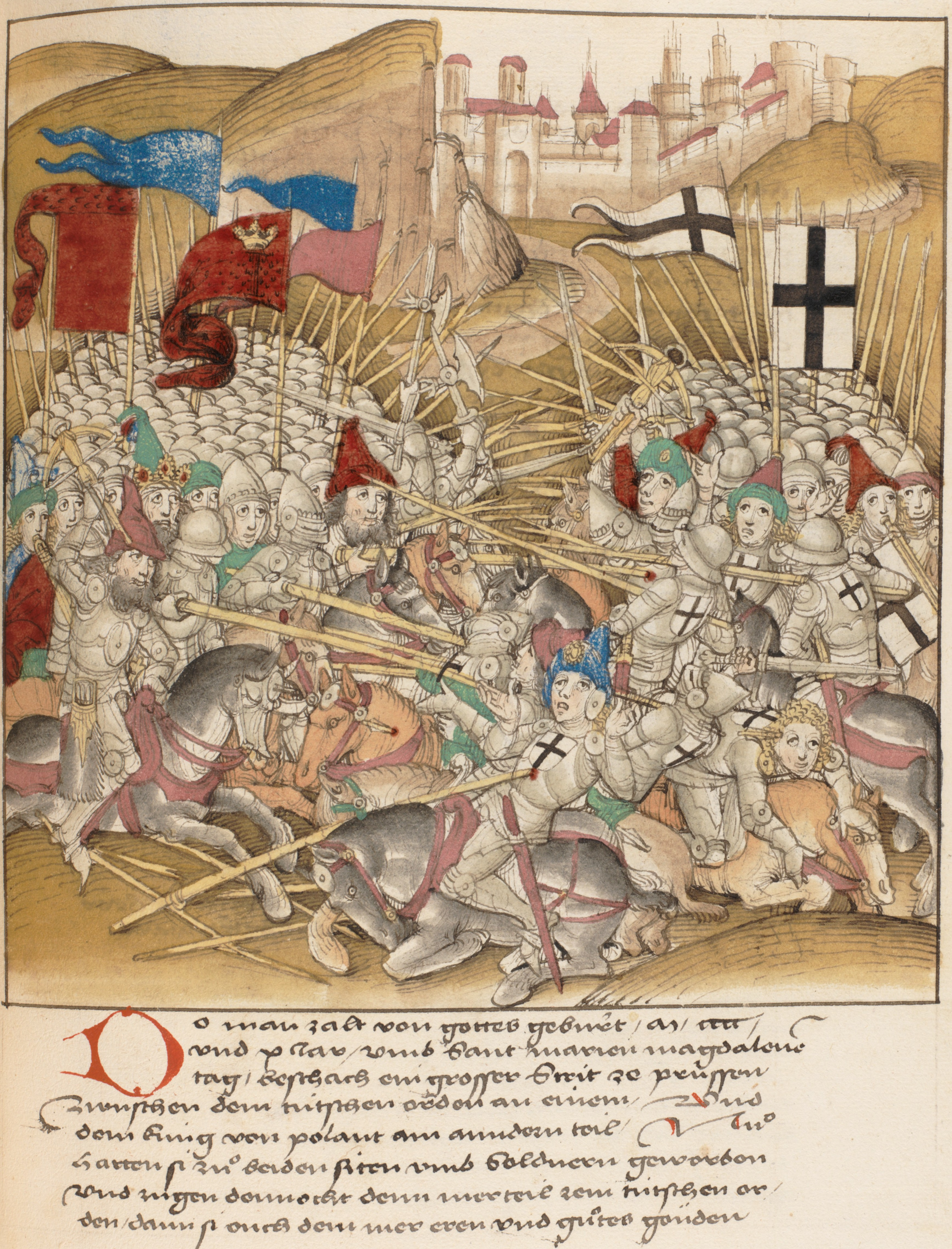
Bataille de Grunwald (1410)

### Évolution territoriale de 1260 à 1466

État teutonique en 1260.
État teutonique de 1260 à 1410.
État teutonique après 1466.

### Déclin de l'État teutonique
Le déclin de l'État monastique commence lors de la guerre du royaume de Pologne contre l'ordre Teutonique. La défaite à la bataille de Grunwald (1410) contraint l'ordre Teutonique à signer le premier traité de Thorn (1411), par lequel il accepte d'importantes concessions territoriales à l'Union de Pologne-Lituanie et s'engage à payer une énorme rançon.
La population prussienne se révolte contre les chevaliers au milieu du XVe siècle et demande l'aide du royaume de Pologne. Celui-ci déclenche la guerre de Treize Ans (1454 à 1466) contre l'État monastique des chevaliers Teutoniques. La défaite de l'Ordre à la bataille de Puck, en 1462, contraint celui-ci de signer le second traité de Thorn (1466). Ce dernier prévoit que l'État monastique cède la Prusse-Occidentale, avec l'archevêché de Varmie, au royaume de Pologne, au sein duquel elle devient la province autonome de Prusse royale ; la Prusse-Orientale demeure sous la domination de l'ordre Teutonique, mais l'État monastique devient vassal du roi de Pologne. Par la même occasion, le grand maître de l'Ordre devient sénateur du royaume de Pologne.

### La fin de l'État teutonique
Dans l'espoir d'interrompre ce déclin, Albert de Brandebourg-Ansbach — de la famille souabe des Hohenzollern — fut élu trente-septième grand maître de l'Ordre en 1511. Albert de Brandebourg prit l'initiative de déclencher un nouveau conflit en 1519-1521, car les tensions étaient récurrentes avec le royaume de Pologne depuis près d'un siècle. Cependant cette guerre se révéla désastreuse pour l’État teutonique. Après une trêve de quatre ans, il parut évident que le conflit allait reprendre bientôt. Albert négocia alors avec Sigismond Ier de Pologne (qui était, par ailleurs, son oncle) un accord qui l’autorisait à se convertir à la religion luthérienne et à séculariser l’État monastique des chevaliers Teutoniques. En contrepartie, les territoires restés entre les mains de l’Ordre, au lendemain du traité de Thorn de 1466, seraient transformés en duché héréditaire de Prusse, vassal du royaume de Pologne. Le traité de Cracovie fut signé le 8 avril 1525 et la capitale du duché de Prusse fut installée à Königsberg. Ce fut donc la sécularisation la plus importante d’un État monastique.
Cet accord provoqua la scission avec l’ordre de Livonie — ordre autonome au sein de l'ordre Teutonique — qui se considéra comme le continuateur de l’ordre Teutonique. Celui-ci forma l'État indépendant de la Confédération de Livonie, ce qui causa la perte des territoires du nord (actuelles Estonie et Lettonie). En outre, Albert de Brandebourg fut cité à comparaître devant la Cour de justice impériale, mais il ne s’y présenta pas. Il fut donc mis au ban du Saint-Empire romain germanique. Mais les princes allemands, éprouvés par les tumultes de la Réforme, la révolte des paysans (Bauernkrieg) et les guerres contre l’Empire ottoman, n’appliquèrent pas la proscription et la colère contre lui s’apaisa avec le temps.

## Héritage
Sous le gouvernement de l'ordre Teutonique, des forêts furent défrichées pour y construire des villages ou dégager des terres arables. En outre, les nombreux marais de la région furent asséchés pour être également transformés en terres agricoles.
L'État monastique des chevaliers Teutoniques se révéla, dès ses débuts, comme un grand bâtisseur tant pour défendre et consolider ses possessions que pour contribuer à la diffusion du christianisme. Des villes nouvelles, telles que Thorn (1231, aujourd'hui Toruń), Königsberg (1255, aujourd'hui Kaliningrad) ou Marienbourg (1280, aujourd'hui Malbork), furent érigées sur son territoire.
Le monastère fortifié de l'ordre Teutonique de Marienbourg, datant du XIIIe siècle, est aujourd'hui inscrit sur la liste du patrimoine mondial de l'UNESCO. Bâti dans le style exceptionnel de l’ordre Teutonique, il évolua indépendamment des châteaux contemporains européens.